# Nina Black
Nina Black és una DJ belga.
Toca diferents estils de música electrònica, com el dance i l'EDM. Des de finals del 2022 emet una secció cada divendres a l'emissora MNM.